# Diêm Điền, Thâm Quyến
Diêm Điền (tiếng Trung: 盐田区; bính âm: Yántián Qū) là một trong 6 quận nội thành của thành phố Thâm Quyến, tỉnh Quảng Đông, Cộng hòa Nhân dân Trung Hoa. Quận này nằm gần sông Thâm Quyến về phía nam và giáp với các quận Luohu và Longgang của thành phố này. Quận này có diện tích khoảng 72,63 km² và có 4 phó quận.